# شاهزاده آرچی ساسکس
شاهزاده آرچی ساسکس (انگلیسی: Prince Archie of Sussex؛ زادهٔ ۶ مهٔ ۲۰۱۹) پسر شاهزاده هری، دوک ساسکس، و مگان، دوشس ساسکس، است. وی در لیست سلطنت بریتانیا ششم است.